# Het nieuws van Sint
Het nieuws van Sint is een Nederlandse kinderserie over de avonturen van Sinterklaas en zijn Pieten die in 2013 werd uitgezonden door Pebble TV. De titelsong van de serie werd verzorgd door Ralf Mackenbach met het lied Het nieuws van Sint. De serie werd uitgeroepen als leukste Sinterklaas serie van 2013. 
Het verhaal en script werd geschreven door Ricardo Gerritsen. De regie was in handen van Ricardo Gerritsen en Dennis Hoevers. 

## Samenvatting
Grapjespiet haalt de schema's door elkaar en stuurt de pakjes terug naar Spanje, in plaats van ze in de pakjeskamer in Nederland te leggen. Hierdoor zijn er geen pakjes om uit te delen! Als straf wordt ze op stage gestuurd om een nieuwe taak te vinden. Ondertussen wordt er op het kasteel hard gewerkt voor een oplossing om het feest toch door te laten gaan. De hulp van Detectivepiet vanuit Spanje wordt ingeschakeld, maar dat blijkt niet zo slim.

## Rolverdeling
| Acteur              | Personage                     |
| ------------------- | ----------------------------- |
| Ray de Ridder       | Sinterklaas                   |
| Adriana Kuyt        | Grapjespiet                   |
| Dennis Hoevers      | Bovenpiet                     |
| Bas Mannee          | Regelpiet                     |
| Melissa Meewisse    | Liedjespiet                   |
| Ed Nouwen           | Weetjespiet                   |
| Chanel van der Veen | Zangpiet                      |
| Ricardo Gerritsen   | Detectivepiet/ Willem vd Hurk |
| Kimberley Klaver    | Presentatrice                 |
| Patrick Martens     | Dansleraar Pablo              |
| Joost Buitenweg     | Bakker                        |
| Ralf Mackenbach     | DJ                            |
| Jennifer Welts      | Katinka                       |
| Roxeanne Hazes      | Zichzelf                      |
| Dave Dekker         | Zichzelf                      |
| Bobbie van de rest  | Zichzelf                      |
| Dirk Scheele        | Zichzelf                      |
| Roy van den Boom    | Mark van den Hurk             |

## Trivia
- Zowel Ray de Ridder als Ricardo Gerritsen speelde een dubbelrol. Ray speelde naast Sinterklaas ook de rol van de Schipper. Gerritsen speelde ook de rol van Willem van den Hurk.
- De single Het nieuws van Sint stond in de Kids top 20
- Dit is het 3e verhaal van Gerritsen dat de prijs voor beste serie van het jaar won. Hierdoor won hij de triple.

## Prijzen
- Beste sinterklaas serie van 2013